# Helikoida

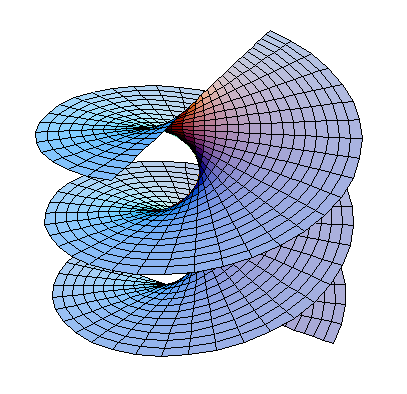
Fragment helikoidy

Helikoida, powierzchnia śrubowa ogólna – powierzchnia tworzona przez prostą obracająca się wokół innej prostej ze stałą prędkością kątową i jednocześnie przesuwająca się równolegle do tej prostej ze stałą prędkością liniową. Jej nazwa pochodzi od jej pokrewieństwa z linią śrubową (helisą): przez każdy punkt helikoidy przechodzi linia śrubowa całkowicie w niej zawarta. Helikoida jest jedną z pierwszych odkrytych powierzchni minimalnych, jest też powierzchnią prostokreślną.
Przykładami wykorzystania helikoidy mogą być:
- wałek maszynki do mięsa,
- powierzchnia wiertła,
- powierzchnia śruby,
- spiralna klatka schodowa.

Helikoidę opisują w kartezjańskim układzie współrzędnych następujące równania parametryczne:
{\displaystyle x=\rho \cos \theta ,}
{\displaystyle y=\rho \sin \theta ,}
{\displaystyle z=\alpha \theta ,}
gdzie {\displaystyle \rho } i {\displaystyle \theta } przyjmują wartości od {\displaystyle -\infty } do {\displaystyle \infty .}
Helikoida jest homeomorficzna z płaszczyzną {\displaystyle \mathbb {R} ^{2}.}